# Ichneumonidae

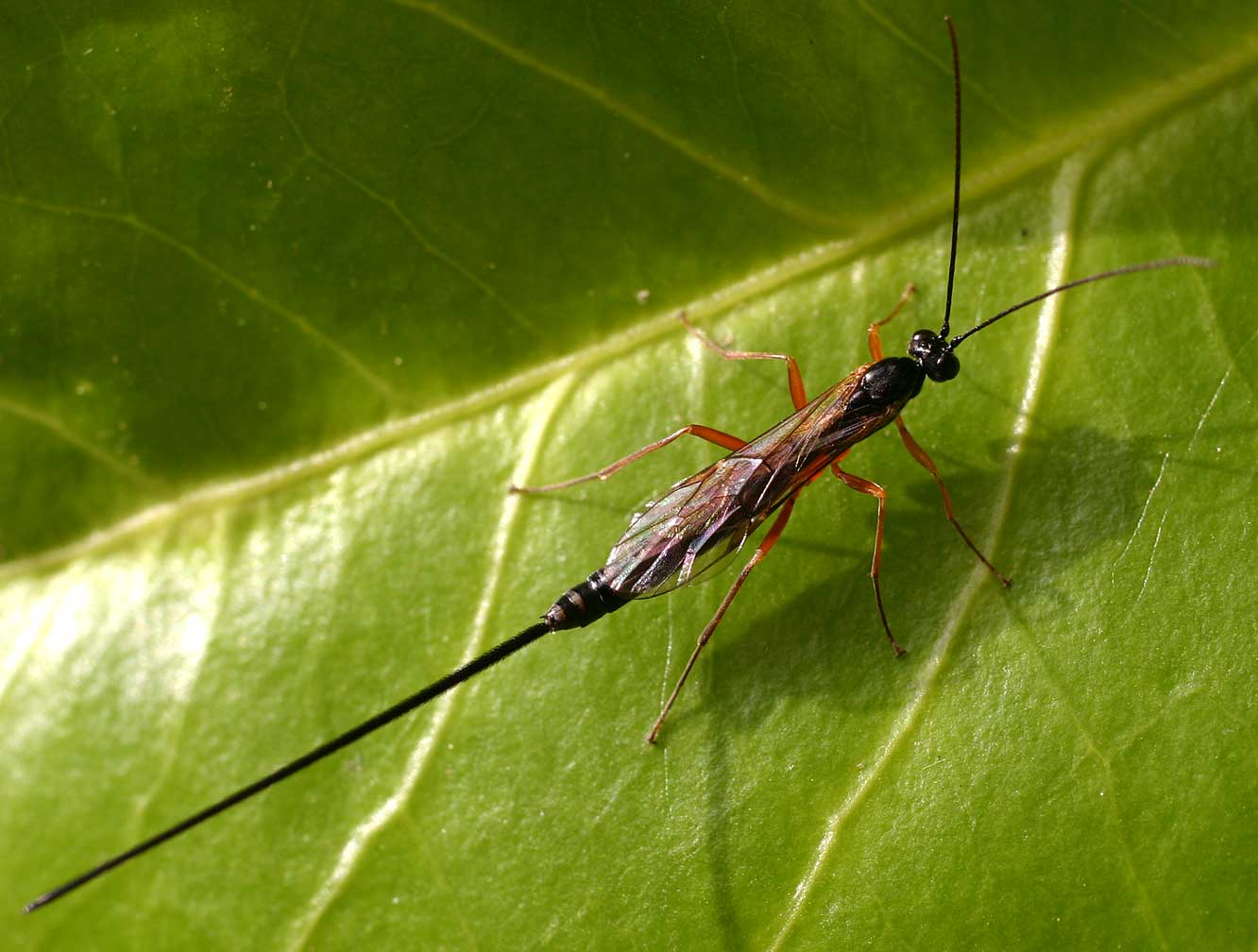
Lissonota sp. (Banchinae).

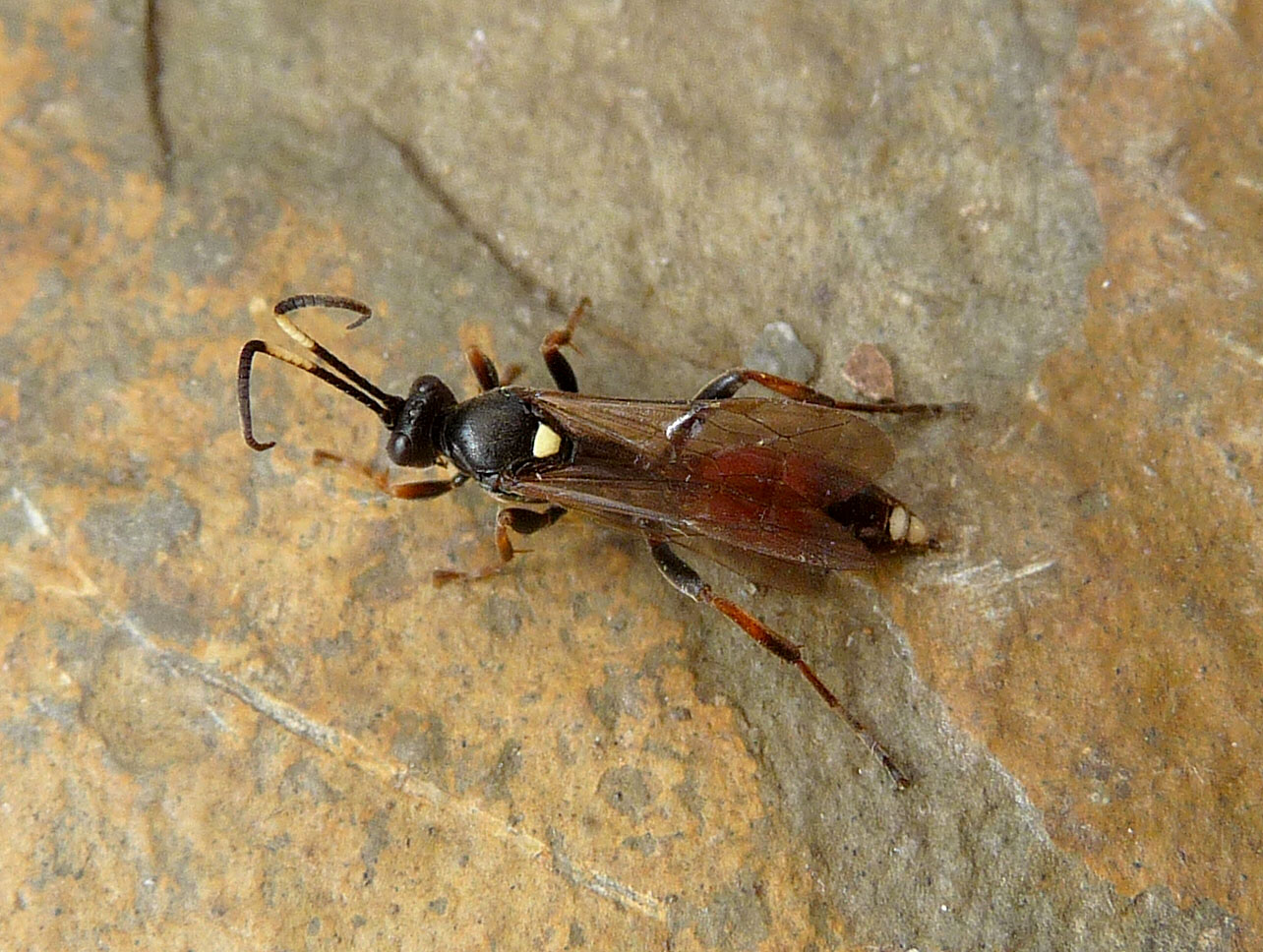
Ichneumon suspiciosus (Ichneumoninae).

Los icneumónidos (Ichneumonidae), también conocidas como "avispas de Darwin", son una familia de himenópteros apócritos con unas  24.000 especies distribuidas por todo el mundo. Es la familia más rica en especies de Hymenoptera con una distribución mundial.
Su tamaño es muy diverso, normalmente entre 2-20 mm de longitud.
Se diferencian de otros himenópteros similares, especialmente de la familia Braconidae, por la presencia en las alas anteriores de las  venas transversas 1.ª y 2.ª recurrente (2m-cu) y la ausencia de la vena 1/Rs+M lo que origina una gran celda 1M+1R1, o celda costal, debajo de la mitad anterior del pterostigma.

## Descripción
Los icneumónidos se diferencian de los himenópteros con aguijón o Aculeata (abejas, hormigas y avispas) porque sus antenas tienen más segmentos, generalmente 16 o más, mientras los Aculeata tienen 13 o menos. El abdomen es generalmente muy alargado, a diferencia del de sus parientes los bracónidos. A menudo las hembras de icneumónidos tienen un ovipositor más largo que el cuerpo. El ovipositor y el aguijón son órganos homólogos, con un mismo origen evolutivo pero los icneumónidos, si bien a veces inyectan veneno junto con sus huevos, no usan su ovipositor para picar, excepto en el caso de la subfamilia Ophioninae. En cambio los Aculeata usan el aguijón como un arma y no como un órgano para depositar huevos. Los machos de ambos grupos carecen de ovipositor o de aguijón.
Presentan evidente dimorfismo sexual en cuanto a color, forma y tamaño.

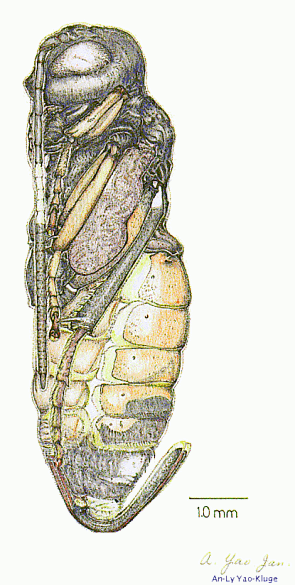
Pupa de icneumónido

## Ciclo vital
Son ecto- o endoparasitoides de otros artrópodos, especialmente de las larvas y  pupas de escarabajos (Coleoptera), avispas, abejas y hormigas (Hymenoptera) y de mariposas y polillas (Lepidoptera). Por esto son un grupo muy importante como control biológico de plagas. El huésped para cada especie es muy específico en unos casos y en otros no. Un resumen muy completo de huéspedes de icneumónidos se encuentra en el tratado de J.F. Aubert, J.F. Perkins, y H.T. Townes y colaboradores.
Tienen una relación simbiótica con polydnavirus que inyectan en su huésped y que impiden que este rechace al parasitoide.
La mayoría pasan el invierno como adultos, generalmente bajo la corteza de árboles caídos.
Los adultos se alimentan de una variedad de fuentes, incluyendo néctar, rocío de miel, otros insectos y aun la hemolinfa del huésped cuando depositan los huevos.

### Oviposición
Algunas especies de icneumónidos ponen sus huevos en el suelo pero la mayoría los inyectan directamente dentro del cuerpo del huésped.
En algunas especies especialmente en los géneros Megarhyssa y Rhyssa, ambos sexos circulan por troncos de árboles, tanteando repetidamente la superficie con sus antenas. Lo hacen por distintas razones, la hembra fecundada trata de encontrar a las larvas taladradoras de la madera, por ejemplo las de la familia Siricidae de himenópteros, en los cuales depositará sus huevos. Los machos lo hacen buscando a las hembras recién salidas de sus pupas con quienes aparearse.
Cuando la hembra percibe las vibraciones de un insecto taladrador que servirá de huésped a sus crías, perfora la madera con su ovipositor hasta llegar a la cavidad donde se encuentra el huésped. A continuación inyecta un huevo con su ovipositor hueco dentro del cuerpo de su víctima. Aún no se sabe cómo puede taladrar la madera, pero se conoce que hay metales ( manganeso o cinc ionizados) en el extremo del ovipositor de algunas especies.

#### Proceso de oviposición enDolichomitussp.
1 Tanteando con las antenas la avispa percibe las vibraciones que indican la presencia de un posible huésped.

2 Con su largo ovipositor, la avispa taladra un agujero a través de la corteza.

3 La avispa inserta el ovipositor en la cavidad que contiene la larva del huésped.

4 Efectuando ajustes.

5 Depositando sus huevos, se puede ver el ovipositor incrustado en la madera y su funda protectora levantada hacia arriba.

6 Depositando sus huevos.

### Ciclo vital deHercus fontinalis

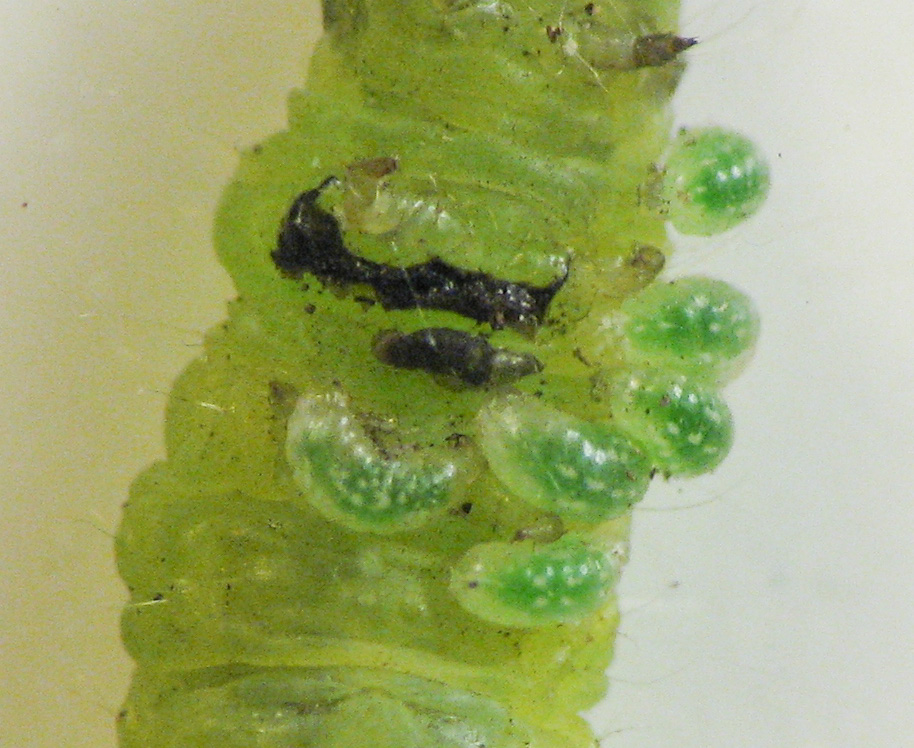
Larvas alimentándose de una oruga
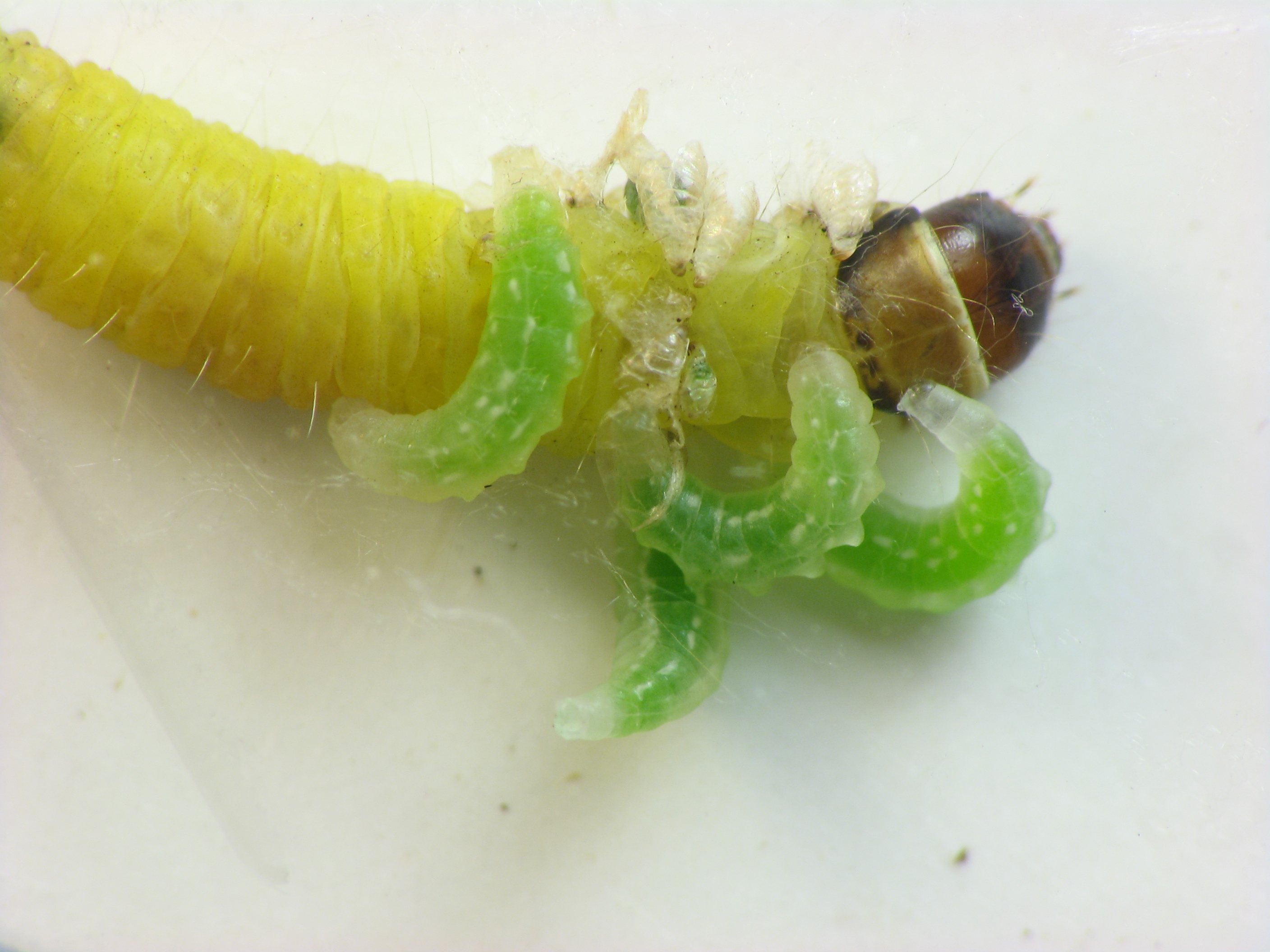
Larvas, estadio intermedio
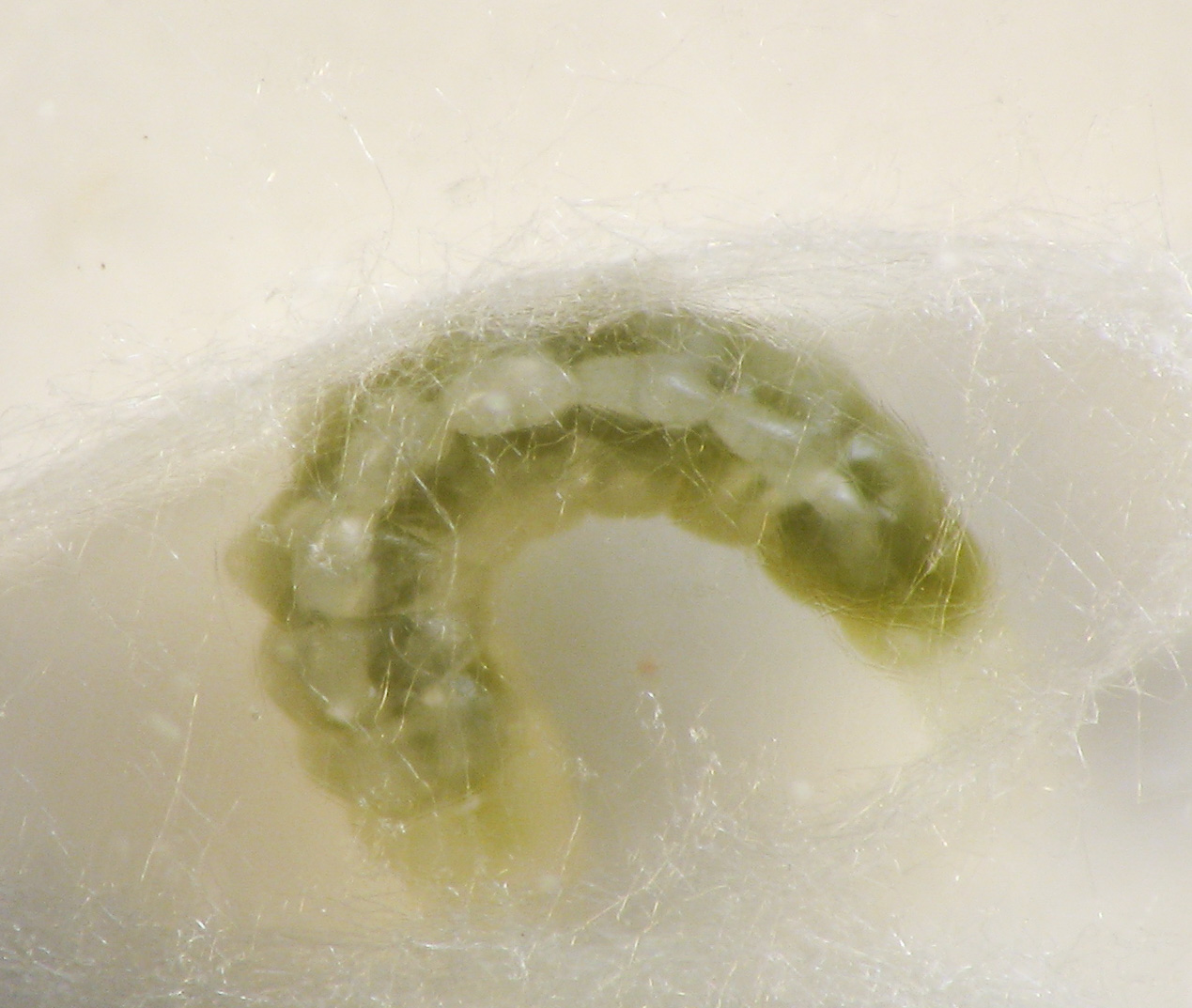
Larva en su último estadio, hilando un capullo
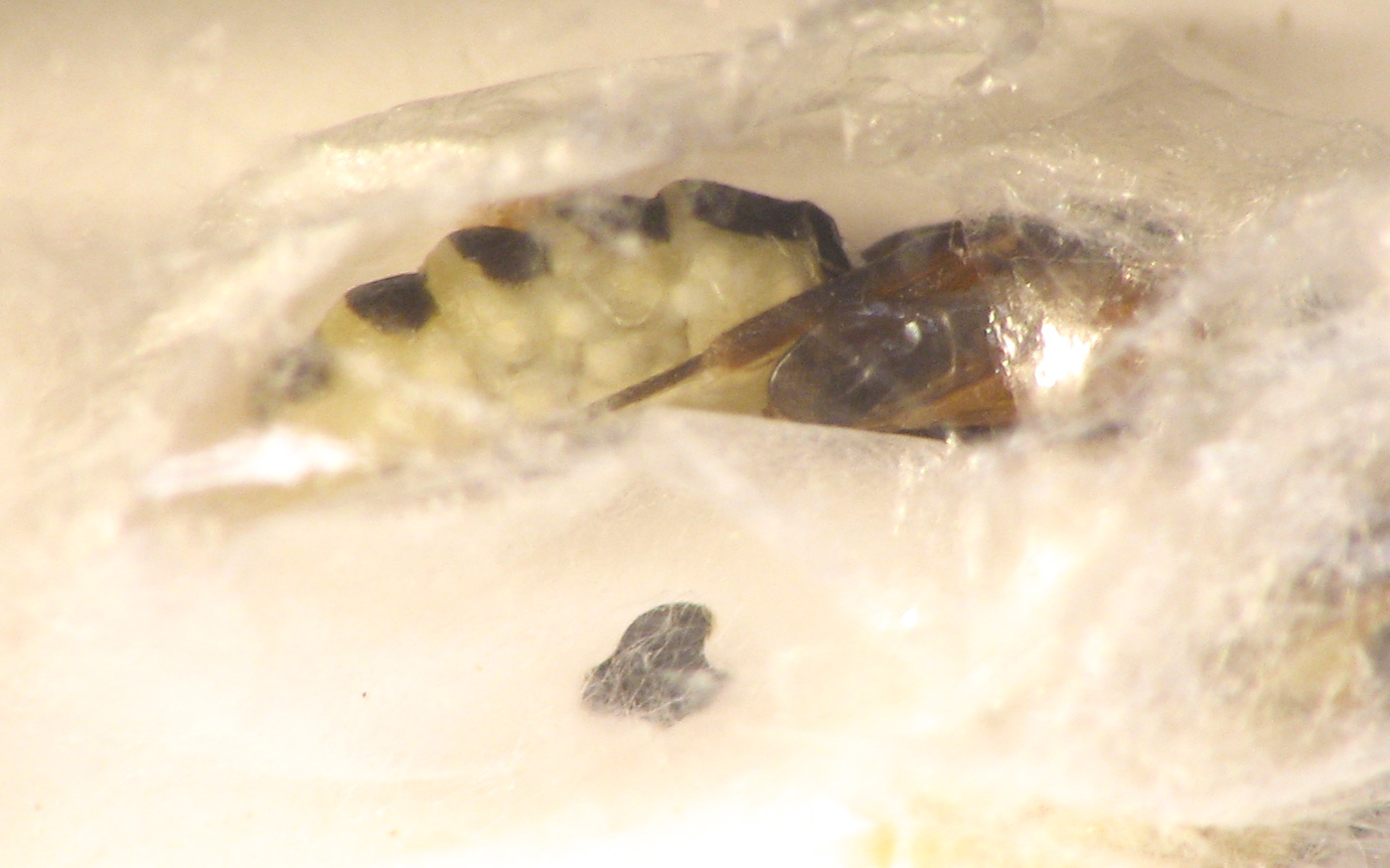
Pupa dentro de un capullo
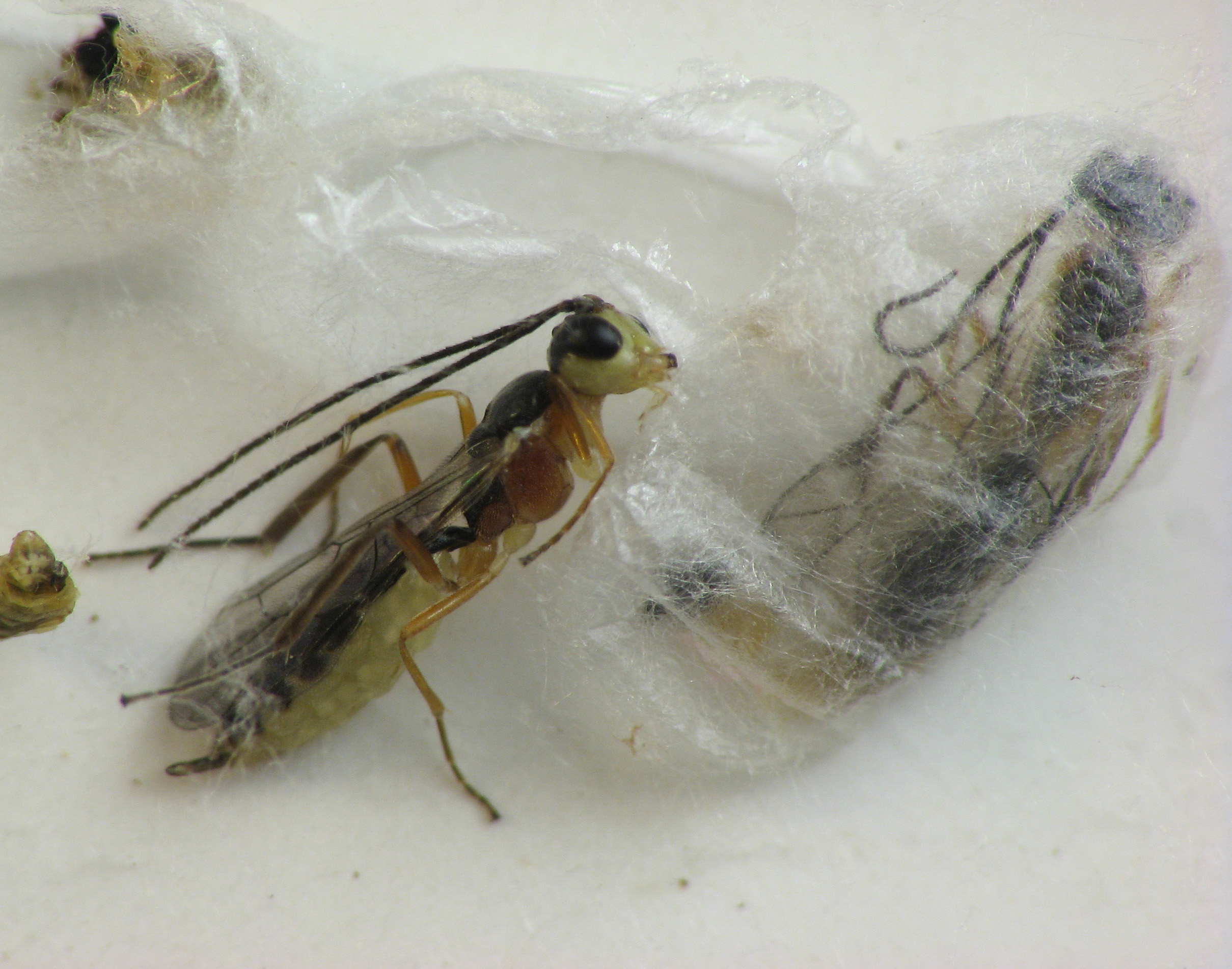
Adultos emergiendo de los capullos
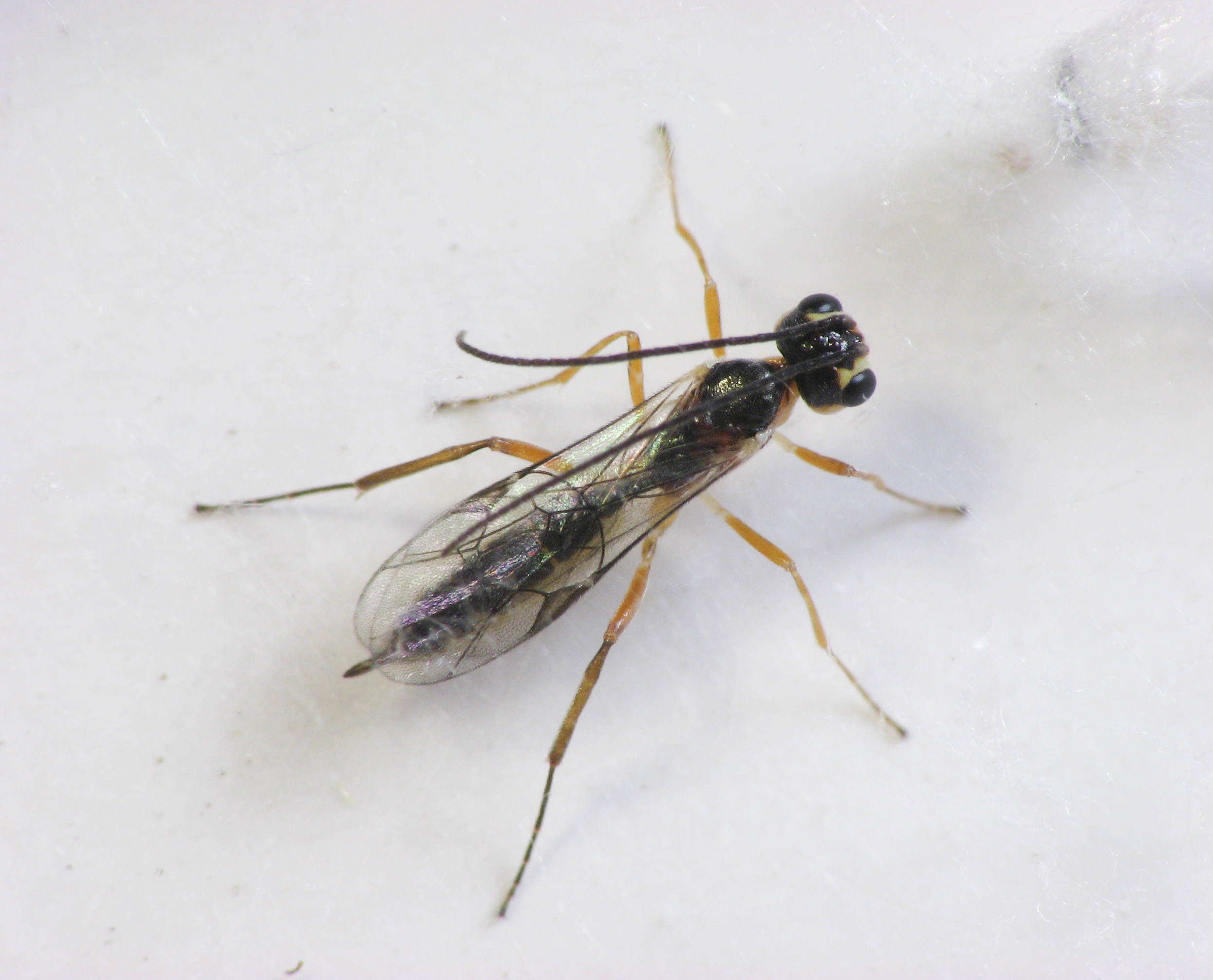
Hembra adulta

## Distribución
Se encuentran en todos los continentes excepto en la Antártida. Habitan toda clase de hábitats terrestres donde haya huéspedes adecuados.[cita requerida]
La distribución de su biodiversidad ha dado origen a discusiones. Se creía que rompían la regla de que hay mayor biodiversidad en climas tropicales, el llamado gradiente latitudinal de diversidad. Sin embargo, recientemente se están descubriendo numerosas especies tropicales.

## Taxonomía y sistemática

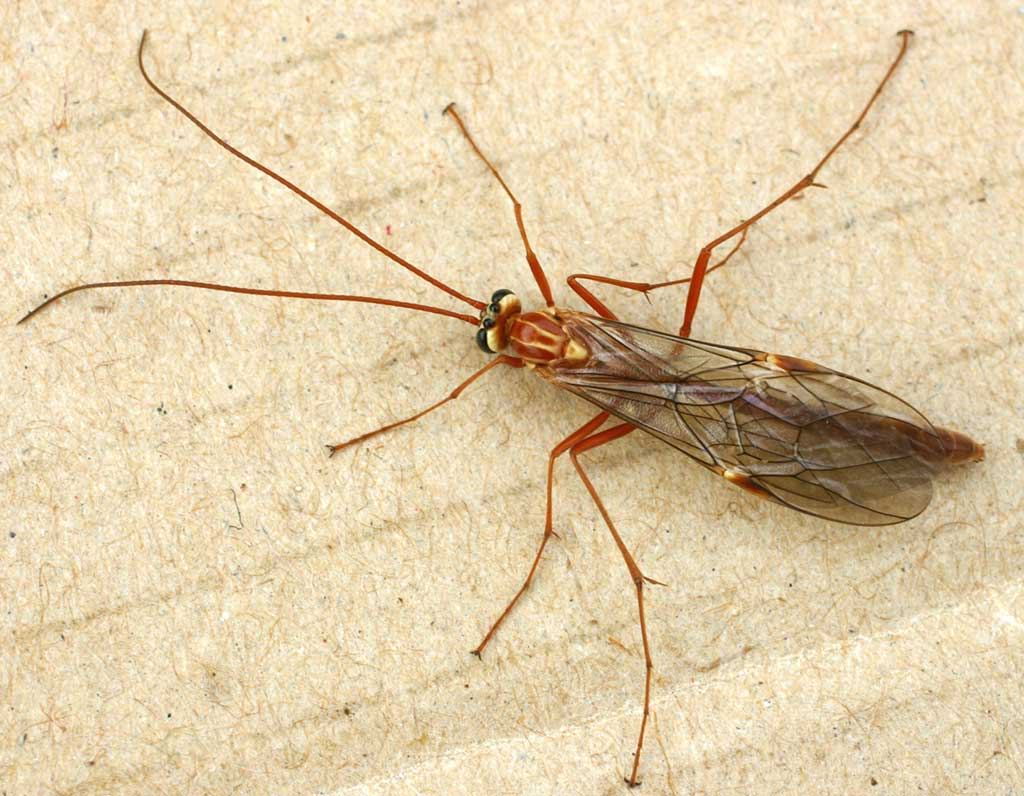
Ophion luteus (Ophioninae).

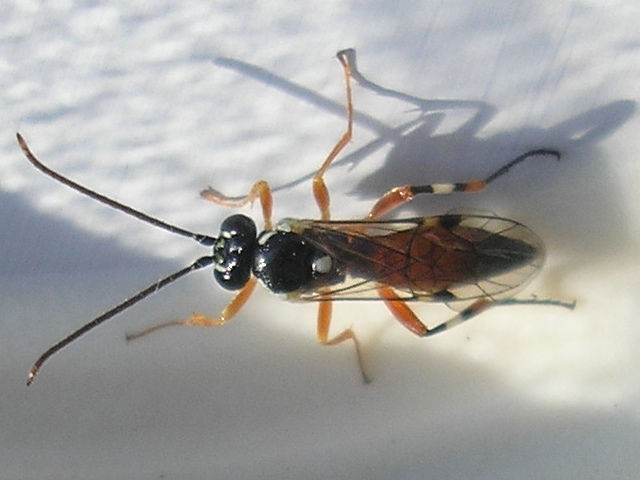
Diplazon cf laetatorius recién emergido de un pupario de Syrphidae

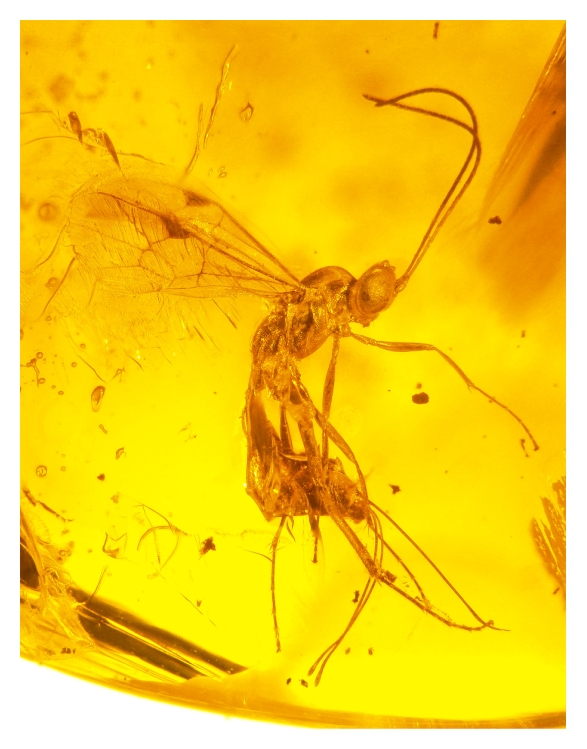
Un icneumónido fósil en ámbar dominicano de hace 15 a 20 millones de años

Los icneumónidos han sido y siguen siendo una pesadilla taxonómica. Son un grupo sumamente variado con muchas especies pequeñas, difíciles de identificar y que pasan fácilmente desapercibidas. Con tan gran diversidad solamente se han analizado las secuencias de ADN de un bajísimo porcentaje de especies y los estudios cladísticos detallados requieren computación en gran escala.
Por lo tanto la filogenia y la sistemática siguen sin resolverse totalmente. Algunos autores distinguidos, como H.T. Townes y J. Oehlke han llegado a publicar revisiones mayores que desafían el Código Internacional de Nomenclatura Zoológica.
Así y todo, existe un buen número de trabajos seminales, incluido el extenso estudio y catálogo de sinónimos de Townes, así como el trabajo de otros entomólogos, especialmente J. F. Aubert, quien tiene una excelente colección de icneumónidos de Lausana.

### Subfamilias

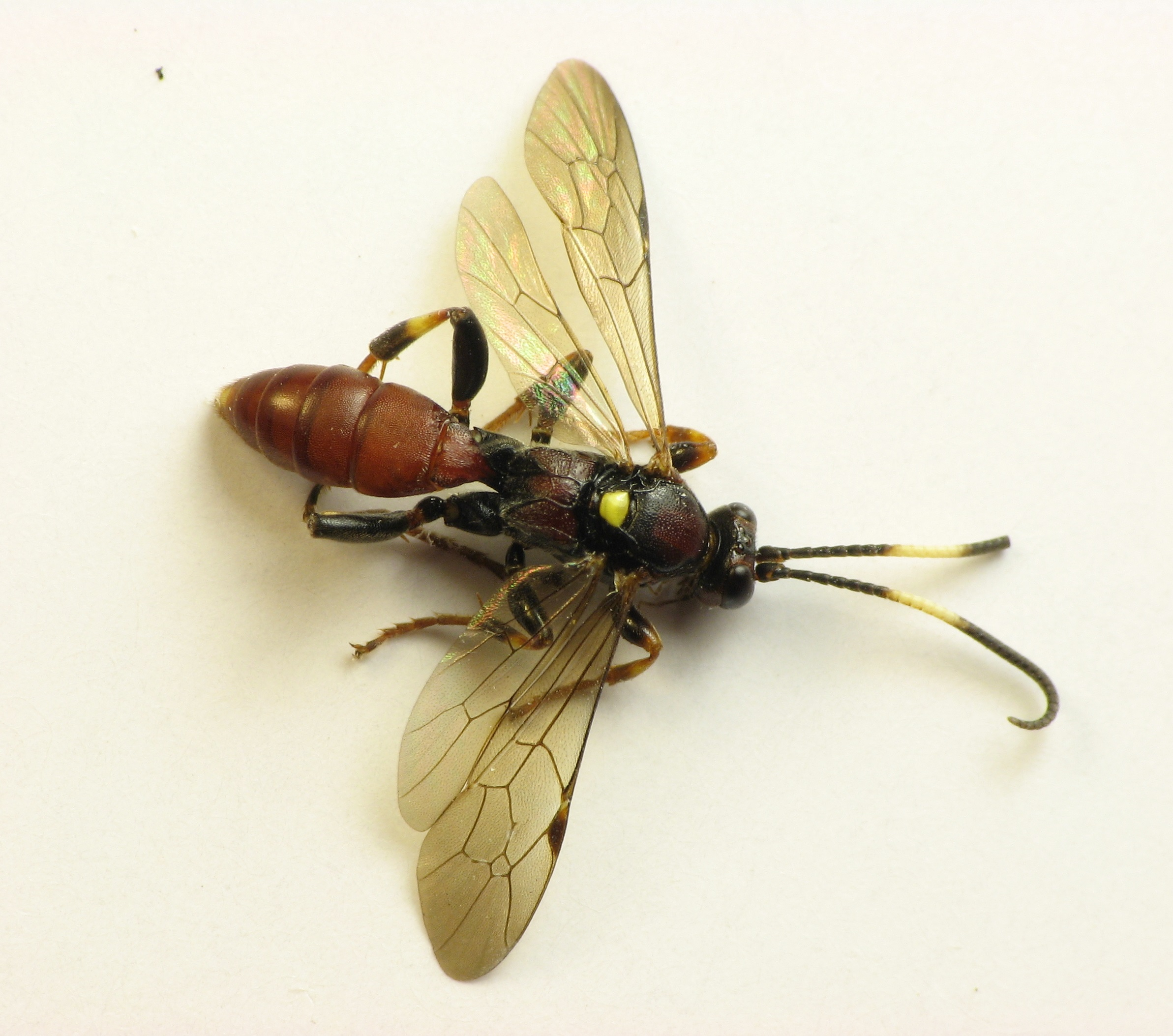
Ichneumon ultimus hembra (subfamilia Ichneumoninae)

La lista siguiente sigue las sugerencias de David Wahl del Instituto Entomológico estadounidense. Tendrá que seguir siendo actualizado a medida que nuevas investigaciones vayan resolviendo las interconexiones entre los icneumónidos.
Las subfamilias no están listadas en secuencia taxonómica o filogenética, ya que estas relaciones no están resueltas del todo y tal organización no tendría ningún valor:
- Acaenitinae
- Agriotypinae
- Adelognathinae
- Anomaloninae (= Anomalinae)
- Banchinae
- Brachycyrtinae (a veces incluida en Labiinae)
- Campopleginae (= Porizontinae)
- Collyriinae
- Cremastinae
- Cryptinae (= Gelinae, Hemitelinae, Phygadeuontinae)
- Ctenopelmatinae (= Scolobatinae)
- Cylloceriinae (= Oxytorinae, a veces incluida en Microleptinae)
- Diacritinae (a veces incluida en Pimplinae)
- Diplazontinae
- Eucerotinae (a veces incluida en Tryphoninae)
- Ichneumoninae
- Labeninae (= Labiinae)
- Lycorininae (a veces incluida en Banchinae)
- Mesochorinae
- Metopiinae
- Microleptinae
- Neorhacodinae (a veces incluida en Banchinae)
- Ophioninae
- Orthocentrinae (a veces incluida en Microleptinae)
- Orthopelmatinae
- Oxytorinae
- Paxylommatinae (a veces ni siquiera en Ichneumonidae)
- Pedunculinae
- Phrudinae
- Pimplinae (= Ephialtinae)
- Poemeniinae (a veces incluida en Pimplinae)
- Rhyssinae (a veces incluida en Pimplinae)
- Stilbopinae (a veces incluida en Banchinae)
- Tatogastrinae (a veces incluida en Microleptinae or Oxytorinae)
- Tersilochinae
- Tryphoninae
- Xoridinae

## Icneumonólogos destacados
Algunos icneumonólogos distinguidos:
- Carl Gustav Alexander Brischke
- Peter Cameron
- Arnold Förster
- Johann Ludwig Christian Gravenhorst
- Alexander Henry Haliday
- August Emil Holmgren
- Joseph Kriechbaumer
- Thomas Ansell Marshall
- Constantin Wesmael

## Ichneumonidae y Charles Darwin
Estas avispas produjeron un profundo efecto en el naturalista inglés Charles Darwin, siendo citadas en una carta al naturalista Asa Gray: "No puedo convencerme de que un Dios benéfico y omnipotente hubiera creado deliberadamente los Ichneumonidæ con la intención expresa de que se alimentaran dentro de los cuerpos vivos de las orugas...".

### Descripción
- Descripción detallada de la familia Muchas ilustraciones de John Curtis British Entomology
- Breve descripción de la familia

### Distribución geográfica
- Lista de Ichneumonidae de Japón
- Fauna europea Archivado el 27 de septiembre de 2007 en Wayback Machine.

### Taxonomía y sistemática
- Ichneumonidae: Clasificación de Ichneumonidae de África tropical. Abundantes imágenes.
- Claves de las subfamilias de Inglaterra e Irlanda Abundantes imágenes.

### Otros
- Literatura sistemática de importancia
- Fotos de 15 especies diferentes de Ichneumonidae
- Fotos de Icneumón gigante poniendo huevos Archivado el 15 de marzo de 2006 en Wayback Machine.
- Fotos de Referencia de Megarhyssa sp. macho Archivado el 15 de marzo de 2006 en Wayback Machine.
- Ichneumonidae  como controles biológicos de pestes. Bibliografía en pdf
- Ichneumonid Types in Entomological Institute of Hokkaido University En japonés con menú de subfamilias.
- Ichneumonidae Database En coreano con imágenes y resumen en inglés.
- Caracteres diagnósticos de subfamilias
- Claves de subfamilias no todas las familias.
- Diadegma insulare en el UF / IFAS Featured Creatures Web site
- Taiwan Digital Insects Archivado el 17 de septiembre de 2008 en Wayback Machine. Imágenes de 401 especies.
- Galería de insectos Imágenes por subfamilia y género.

- Esta obra contiene una traducción  derivada de «Ichneumonidae» de Wikipedia en inglés, publicada por sus editores bajo la Licencia de documentación libre de GNU y la Licencia Creative Commons Atribución-CompartirIgual 4.0 Internacional.

- Datos: Q1138186
- Multimedia: Ichneumonidae / Q1138186
- Especies: Ichneumonidae

1. ↑  a veces dado como 1965 pero recién publicado en 1966